# 勾斯魔格
勾斯魔格（Gothmog），是英國作家約翰·羅納德·鲁埃爾·托爾金的史詩式奇幻小說《精靈寶鑽》中的人物。他原本是邁雅之一，後來受魔苟斯影響墜落為炎魔，成為其麾下最強而有力的戰士之一。他不但是炎魔之首，還是安格班的統帥。此外，魔苟斯還有其他得力助手，包括同是邁雅的索倫，而勾斯魔格和索倫地位相同，前者是魔苟斯最器重的戰將，後者則是魔苟斯最器重的軍師。

## 生平
勾斯魔格是魔苟斯出逃時選擇跟隨他的邁雅之一，因其強大的武力和出色的頭腦而成為最強的炎魔，統領眾炎魔為魔苟斯效力。
勾斯魔格一生立下的戰功不計其數，當中最值得其吹噓的便是他自己在世時殺害過兩位諾多族的精靈最高君王，分別是費諾（Fëanor）及之後的芬鞏（Fingon）。
在努因吉利雅斯戰役（Dagor-nuin-Giliath，星光下的戰役）中，諾多族最高君王費諾雖然大勝了魔苟斯的軍隊，但他追擊時不慎一人落單，被勾斯魔格和他的炎魔們包圍，費諾寡不敵眾，最後被勾斯魔格用黑斧重創，雖然費諾的兒子成功把他救出敵陣，但費諾還是傷重不治而死。
於尼南斯·阿農迪亞德戰役（Nirnaeth Arnoediad，無盡的眼淚）中，最高君王芬鞏被勾斯魔格所殺，芬鞏在戰鬥中被另一炎魔以火鞭纏住，最後他被勾斯魔格用黑斧從正面砍死，芬鞏就此戰死。在此戰爭中，勾斯魔格也奉魔苟斯之命生擒了人類戰爭英雄胡林（Húrin），胡林英勇無比，斧頭砍倒許多勾斯魔格的食人妖護衛，在汨汨黑血冒起煙來，胡林砍到最後，斧頭差不多整個都融掉了。不斷湧上的半獸人一碰到他的武器便被砍斷手臂，最後只好一擁而上壓住他，勾斯魔格上前梱住胡林，使他不能動彈，並一路嘲笑他一路把他拖回安格班去交到魔茍斯手中處置。
後來勾斯魔格參與攻打隱匿神秘王國貢多林的戰役，此役他掌管前線的進攻，更親自堆疊起鋼鐵的圍城器械，壓制貢多林士兵的抵抗，而他也遇到了哈多族的伊甸人戰士圖爾（Tuor），雙方交戰，可惜戰鬥中圖爾被勾斯魔格的攻擊摔倒在地。正當身受重傷的圖爾要被勾斯魔格的致命一擊殺死時，一位來自噴泉家族的諾多精靈一躍而起用盾牌擋下攻擊，救了圖爾，他正是貢多林偉大之門的傳奇守衛人艾克希里昂（Ecthelion of the Fountain），由於擋下勾爾魔格的全力一擊，希里昂佩戴盾牌的左手已暫時無法抬起，而雙方在一陣扭打後希里昂持劍的右手也被打傷，劍從手中脫落，雙手也不能使用。但希里昂做了出人意料的舉動，緊接著躍向勾斯魔格，用他頭盔上的尖刺頂向勾斯魔格的胸口和他同歸於盡，最終他們雙雙墜入國王噴泉。在那裡，即使勾斯魔格沒有被刺死，身為炎魔的他也會與他的對手一同淹死。結果這場激戰，希里昂以他的生命作為代價，犧牲了自己來消滅勾斯魔格，炎魔之王也就此隕命。

## 設定
在早期的版本《失落的故事之书》中，勾斯魔格是魔苟斯與覆苟林（Fluithuin）之子，但托爾金改變了維拉的設定，在新版本中摒棄維拉的孩子想法。而在《胡林的孩子們》（Lay of the Children of Húrin）一章中，炎魔之王是路勾魔格（Lungothrin），勾斯魔格這名字可能由托爾金的兒子，克里斯多福·托爾金改的。